# タラマンカ山脈＝ラ・アミスター保護区群とラ・アミスター国立公園
タラマンカ山脈＝ラ・アミスター保護区群とラ・アミスター国立公園（タラマンカさんみゃく ラ・アミスターほごくぐんとラ・アミスターこくりつこうえん）は、コスタリカとパナマにまたがる世界遺産である（ID205）。1983年にコスタリカの世界遺産として、7つの国立公園や自然保護区がまとめて「タラマンカ山脈＝ラ・アミスター保護区群」として登録された後、1990年にパナマのラ・アミスター国立公園が加えられた。ラ・アミスター国立公園は、1988年にパナマとコスタリカが共同管理する国際平和公園であるラ・アミスター国際公園の一部になっている。
この一帯は世界遺産になるよりも早い1982年に生物圏保護区に指定されている（コスタリカ領内のみ。パナマ領内は2000年に新規指定）。そのときにパナマ、コスタリカをまたぐ指定を受けていたことが、後の世界遺産の登録拡大にも関係した。
一帯の動物相や植物相の特色についてはタラマンカ山脈を参照のこと。

## 登録基準
この世界遺産は世界遺産登録基準のうち、以下の条件を満たし、登録された（以下の基準は世界遺産センター公表の登録基準からの翻訳、引用である）。
- (7) ひときわすぐれた自然美及び美的な重要性をもつ最高の自然現象または地域を含むもの。
- (8) 地球の歴史上の主要な段階を示す顕著な見本であるもの。これには生物の記録、地形の発達における重要な地学的進行過程、重要な地形的特性、自然地理的特性などが含まれる。
- (9) 陸上、淡水、沿岸および海洋生態系と動植物群集の進化と発達において進行しつつある重要な生態学的、生物学的プロセスを示す顕著な見本であるもの。
- (10) 生物多様性の本来的保全にとって、もっとも重要かつ意義深い自然生息地を含んでいるもの。これには科学上または保全上の観点から、すぐれて普遍的価値を持つ絶滅の恐れのある種の生息地などが含まれる。

## 登録対象
緑はコスタリカ側、青はパナマ側である。
| 名称                                 | 英語名（UNEPによる）                 | IUCN分類                 | 面積      |
| ------------------------------------ | ------------------------------------ | ------------------------ | --------- |
| イトイ・セレレ生物圏保護区           | Hitoy Cerere Biological Reserve      | Ia（厳正自然保護地域）   | 9,154ha   |
| ラ・アミスター（タラマンカ）国立公園 | La Amistad (Talamanca) National Park | II（国立公園）           | 193,929ha |
| チリポ国立公園                       | Chirripo National Park               | II（国立公園）           | 50,150ha  |
| バルビジャ国立公園                   | Barbilla National Park               | 未分類（Unassigned）     | 12,830ha  |
| タパンティ国立公園                   | Tapanti National Park                | IV（種と生息地管理地域） | 6,080ha   |
| リオ・マンチョ森林保護区             | Rio Macho Forest Reserve             | VI（資源保護地域）       | 69,640ha  |
| ラス・タブラス保護地域               | Las Tablas Protected Area            | VI（資源保護地域）       | 19,062ha  |
| ラ・アミスター国立公園               | La Amistad National Park             | 不明                     | 207,000ha |